# Cleora injectaria
Cleora injectaria là một loài bướm đêm thuộc họ Geometridae. Nó được tìm thấy ở tropical regions of miền Ấn Độ - Mã Lain và miền Australasian ecozones, up to Fiji và Nouvelle-Calédonie.
Ấu trùng ăn các loài Rhizophora, Avicennia, Excoecaria và Xylocarpus.

## Hình ảnh

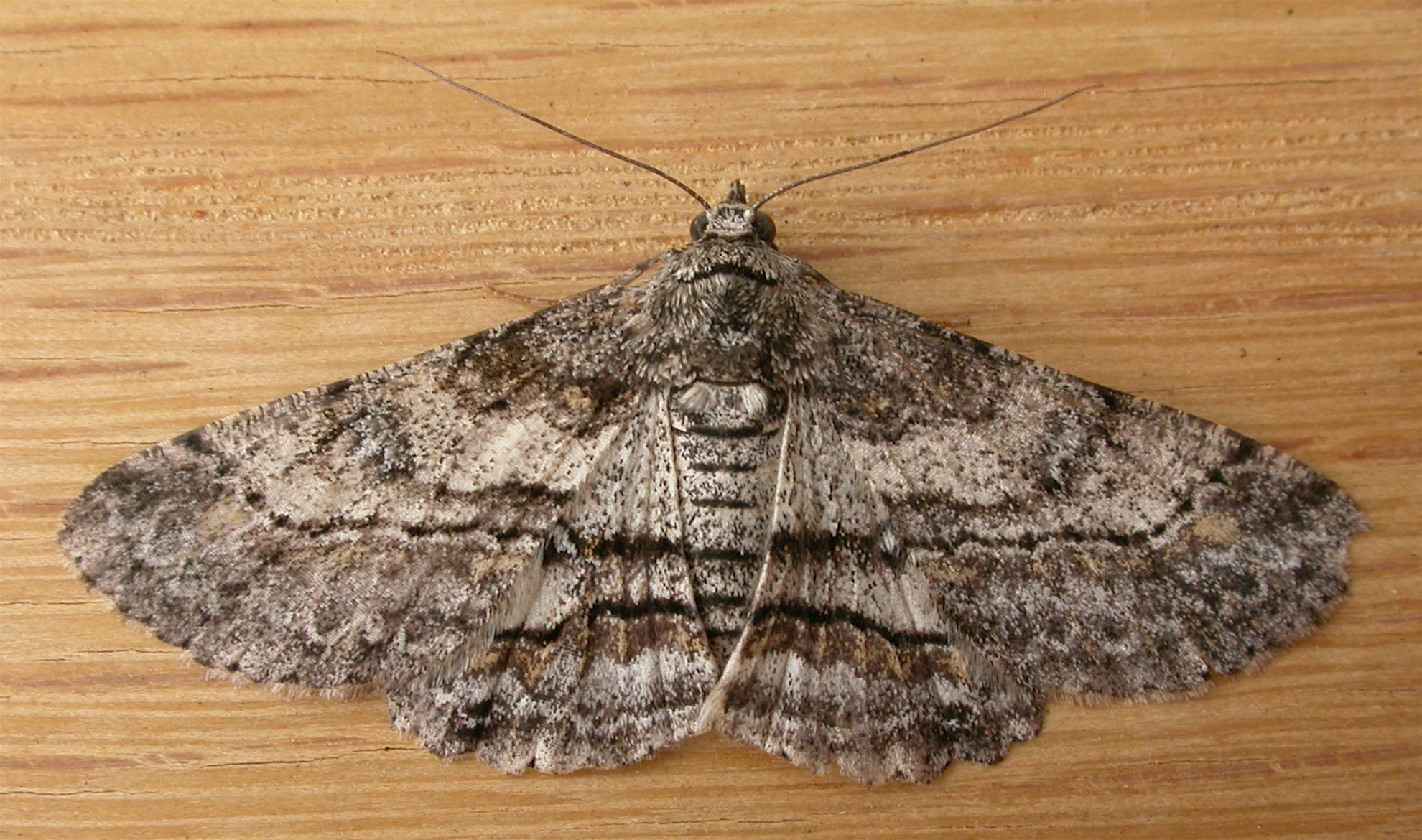
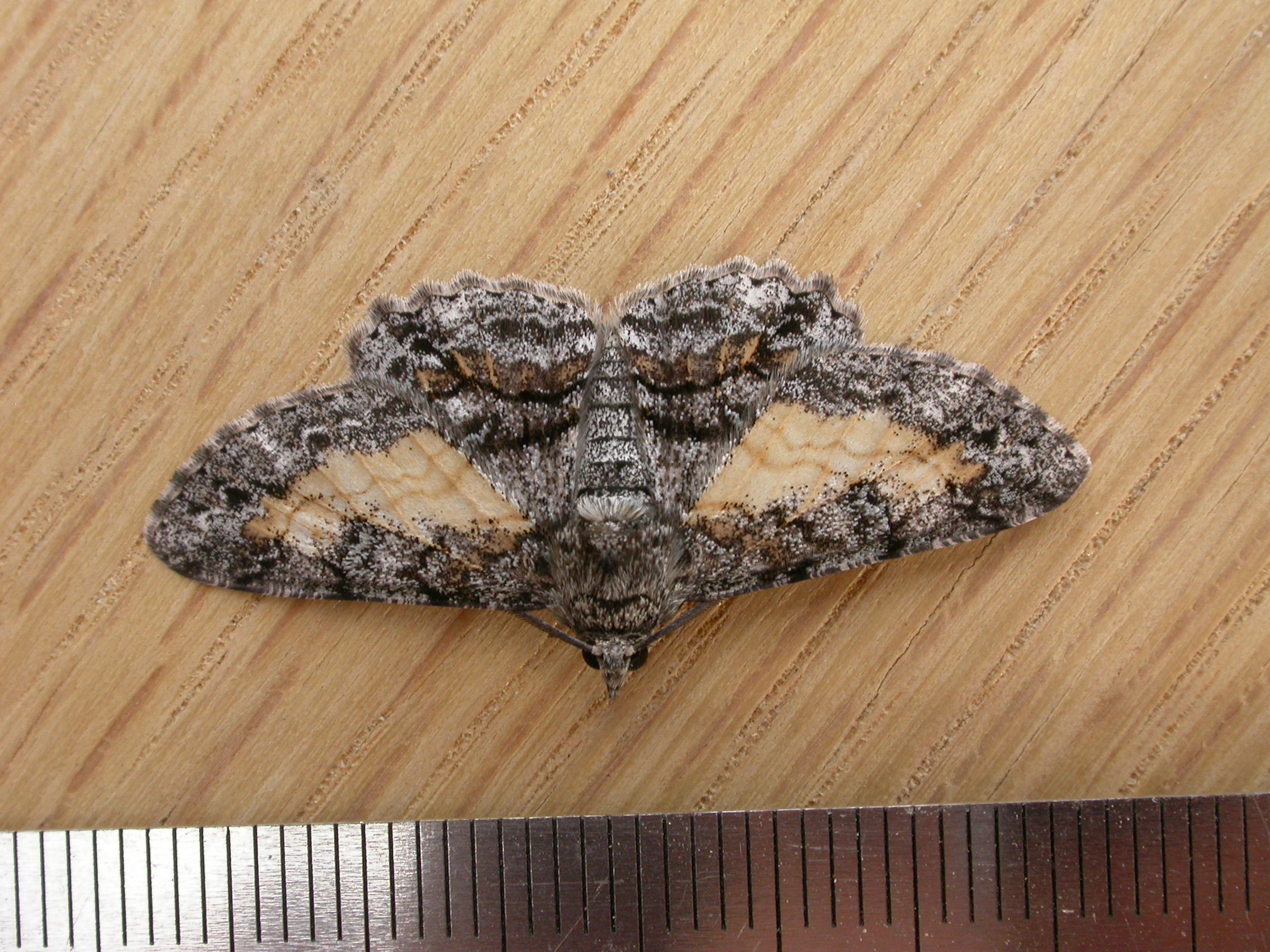
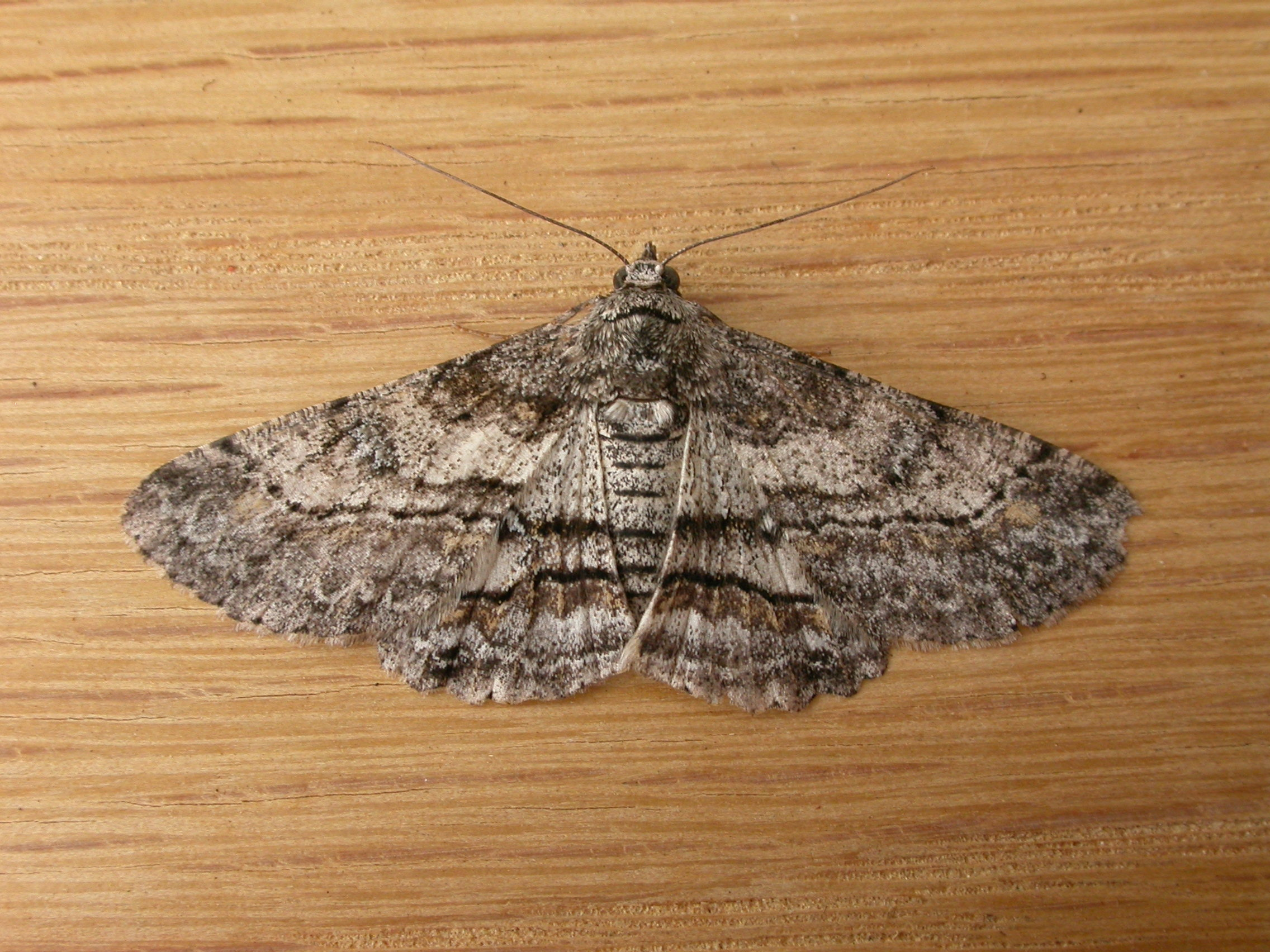
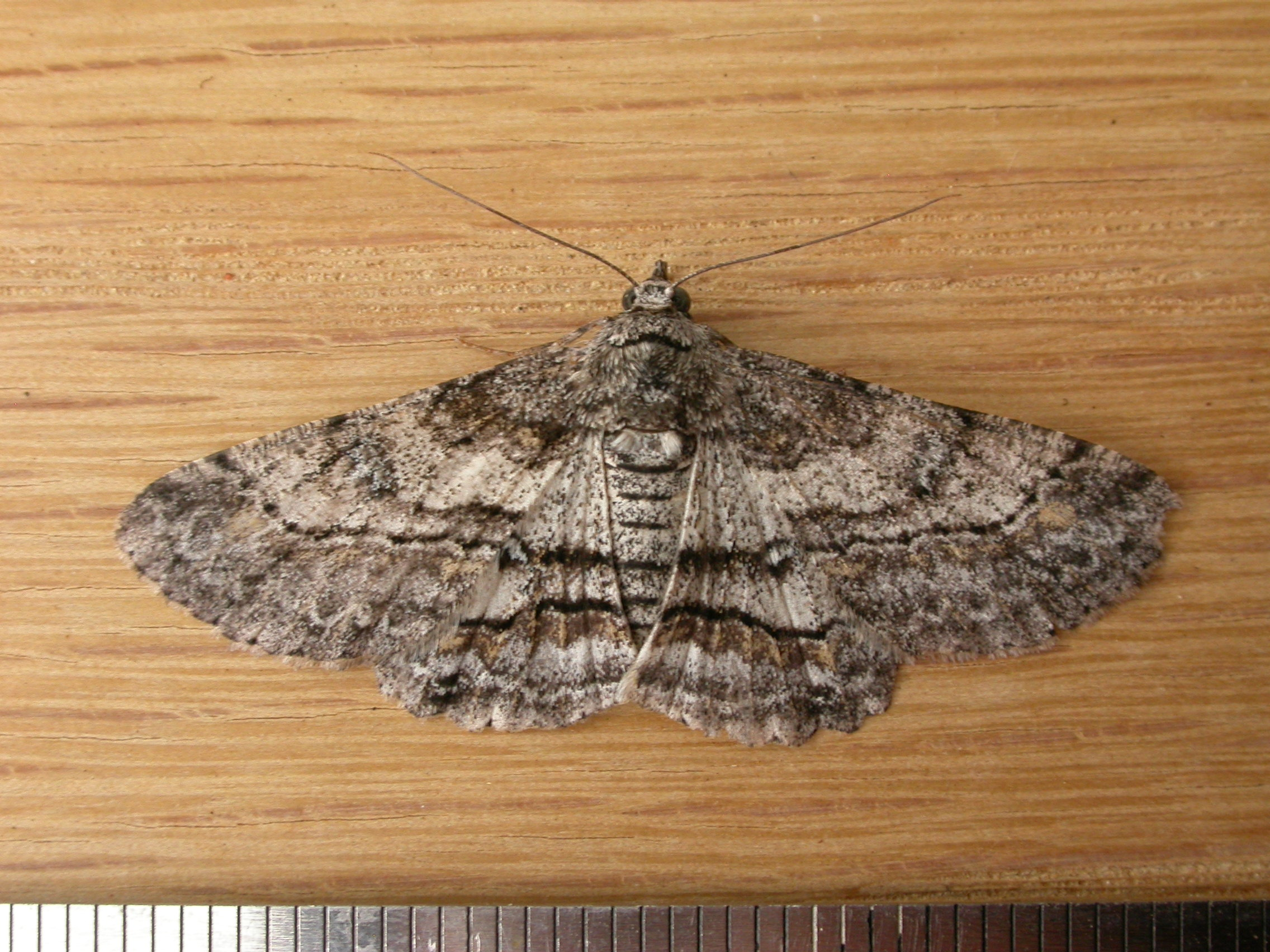